# Stay (Hurts)
Stay è un singolo del gruppo musicale britannico Hurts, pubblicato il 15 novembre 2010 come terzo estratto dal primo album in studio Happiness.

## Descrizione
Il brano è stato scritto dagli Hurts e da loro prodotto in collaborazione con Jonas Quant.
La versione del singolo pubblicata su supporto fisico contiene come b-side una reinterpretazione del brano Confide in Me di Kylie Minogue. Nelle altre versioni sono invece contenuti diversi remix della canzone, tra cui uno curato dai Groove Armada.

## Tracce
Testi e musiche degli Hurts, eccetto dove indicato.
CD promozionale (Regno Unito)
1. Stay (ILR Version)
2. Stay (Original) – 3:55

CD singolo
1. Stay – 3:55
2. Confide in Me – 3:53 (Owain Anthony Barton, David Charles Seaman, Stephen John Anderson) – originariamente interpretata da Kylie Minogue

7" (Regno Unito), download digitale
1. Stay – 3:55
2. Stay (Groove Armada Remix) – 7:27
3. Stay (Full Intention Club Mix) – 6:10 – assente nell'edizione 7"

Download digitale (Germania)
1. Stay (Oliver Koletzki Remix) – 5:05

CD singolo (Germania)
1. Stay – 3:55
2. Stay (Groove Armada Remix) – 7:27
3. Stay (Full Intention Club Mix) – 6:10
4. Confide in Me (Live from Reykjavik) – 3:54 (Owain Anthony Barton, David Charles Seaman, Stephen John Anderson) – originariamente interpretata da Kylie Minogue

## Formazione
Gruppo
- Adam Anderson – strumentazione, programmazione
- Theo Hutchcraft – voce, strumentazione, programmazione

Altri musicisti
- Jonas Quant – strumentazione, programmazione
- Tina Sunnero – coro
- Jennifer Götvall – coro
- Karianne Arvidsson – coro
- Malin Abrahamsson – coro

Produzione
- Hurts – produzione
- Jonas Quant – produzione
- Stepehen Kozmeniuk – ingegneria del suono
- Mark "Spike" Stent – missaggio
- Matt Green – assistenza al missaggio
- George Marino – mastering

## Classifiche
| Classifica (2010) | Posizione massima |
| ----------------- | ----------------- |
| Austria           | 4                 |
| Belgio (Fiandre)  | 64                |
| Germania          | 3                 |
| Regno Unito       | 50                |
| Svizzera          | 6                 |